# Panini (sandwich)
 For alternative betydninger, se Panini. (Se også artikler, som begynder med Panini)
En panini (eller panino; italiensk udtale: paˈniːno, der betyder "lille brød, rundstykke"), flertal paninier, er en sandwich lavet med italiensk brød (såsom ciabatta og michetta), normalt serveret varm efter grillning eller ristning.

## Etymologi
Panini er et ord af italiensk oprindelse. På italiensk er substantivet panino (italiensk: [pa'niːno]; flertal panini) en diminutiv af rude  ("brød") og refererer til en rundstykke. Panino imbottito ("fyldt panino") refererer til en sandwich, men ordet panino bruges også ofte alene for at angive en sandwich generelt. Svarende til panino er tramezzino, en trekantet eller firkantet sandwich bestående af to skiver blødt hvidt brød med skorperne fjernet.
Ordet panini er kendt på dansk siden 1970. Ordet panini er på dansk ental, og det hedder paninier i flertal. Varianten panino bruges også på dansk.

## Historie
En forløber for panini optrådte i en italiensk kogebog fra det 16. århundrede. Den første amerikanske brug af panini dateres til 1956, mens det på dansk kendes fra 1970. Sandwichene blev trendy i milanesiske "panini-barer" ("paninoteche") i 1970'erne og 1980'erne, hvorefter trendy amerikanske restauranter så en mulighed for et nyt marked og begyndte at sælge panini.
I 1980'erne opstod udtrykket "paninaro" i Italien som betegnelse for et medlem af en ungdomskultur repræsenteret af kunder i sandwichbarer, såsom Al Panino i Milano, og Italiens første fastfoodrestauranter i amerikansk stil. Paninari blev afbildet som højreorienterede, modefikserede individer, der glædede sig over at fremvise forbrugsvarer fra begyndelsen af 1980'erne som statussymboler.

## Grill
En panino opvarmes typisk på en såkaldt paninigrill, som er en kontaktgrill bestående af en opvarmet bundplade, og en opvarmet topplade, der lukker ned mod bundpladen, og kommer i kontakt med paninoen samtidig med at fyldet indeni opvarmes. Thomas Edison designede i 1920'erne en tidlig paninigrill, men grundet manglende interesse, stoppede Edison produktionen af dem først i 1930'erne. Først i 1974 genopfandt Breville paninigrillen, som denne gang hurtigt blev en succes. Paninigrillen blev oprindeligt designet til at opvarme sandwiches, men bruges i dag også til at grille kød og grøntsager, grundet dens gode evne til at gennemvarme maden.